# 旭日国际
旭日国际控股有限公司（英語：Early Light International（Holdings）Ltd.）是總部位於香港的一家玩具制造商，主要從事玩具業及物業投資、房地產開發及多元化投資的綜合企業，是由现任董事長、前全國港區政協委員蔡志明于1972年创办，控股公司成立于1994年。1984年，該公司首次來到中國大陸設廠，其子女蔡加讚、加敏、加怡分別為公司副主席及其附屬公司董事     。

## 一般历史
早光实业有限公司是一家玩具制造商，由现任首席执行官兼董事长Francis Choi博士于1972年创立。早光国际（控股）有限公司是早光实业的控股公司，成立于1994年。

## 主要物業組合
- 銅鑼灣2000年廣場[15]
- 尖東安達中心
- 尖東幸福中心
- 尖沙嘴俊僑商業中心
- 旺角嘉康中心
- 屯門黃金海灣·意嵐
- 上海楊浦區紫荊廣場
- 悉尼Exchange Centre
- 悉尼Northpoint Tower
- 中山喜來登酒店

## 關聯企業
- 星島新聞集團
- 喜運佳鐘錶集團
- 康健國際

## 外部鏈接
- 官方網站 （页面存档备份，存于）